# Manlio Molinari
Manlio Molinari (24 agosto 1964) è un ex mezzofondista e velocista sammarinese.

## Biografia
Nato nel 1964, ha partecipato a quattro edizioni dei Giochi olimpici: a Los Angeles 1984 è stato eliminato in batteria negli 800 m piani con il tempo di 1'57"09, a Seul 1988, sempre negli 800 m piani è uscito in batteria con il crono di 1'52"35, a Barcellona 1992 ha preso parte alla staffetta 4×100 m insieme ad Aldo Canti, Dominique Canti e Nicola Selva, venendo eliminato in batteria con il tempo di 42"08, mentre ad Atlanta 1996, di nuovo negli 800 m piani ha terminato in batteria con il crono di 1'56"08. Nelle Olimpiadi statunitensi è stato portabandiera di San Marino.
In carriera ha preso parte ai Mondiali di Roma 1987 e Atene 1997, in entrambi i casi negli 800 metri piani, venendo eliminato in entrambi i casi in batteria. 
Agli Europei indoor di Liévin 1987 e Budapest 1988 è stato eliminato in batteria, sempre nei 400 metri piani.
Nel 1987 e nel 1991 ha partecipato ai Giochi del Mediterraneo di Latakia e di Atene. 
Detiene otto record nazionali sammarinesi: nei 300 metri piani indoor con 35"95, ottenuto nel 1985, nei 400 metri piani indoor, con 49"14, ottenuto nel 1988, negli 800 metri piani con 1'51"8 e 1'54"6 (indoor), ottenuti nel 1997 e 1987, nei 1000 metri piani con 2'30"9, ottenuto nel 1989, nei 60 metri ostacoli indoor con 9"22, ottenuto nel 2000, nei 110 metri ostacoli con 16"52, ottenuto nel 2000 e nella staffetta 4×400 metri con 3'17"44, ottenuto nel 1991.

## Record nazionali

### Seniores
- 300 m piani indoor: 35"95 ( Ancona, 6 gennaio 1985)
- 400 m piani indoor: 49"14 ( Budapest, 5 marzo 1988)
- 800 m piani: 1'51"8 ( San Marino, 25 giugno 1997)
- 800 m piani indoor: 1'54"6 ( Ancona, 7 febbraio 1987)
- 1000 m piani: 2'30"9 ( Riccione, 29 marzo 1989)
- 60 m ostacoli indoor: 9"22 ( Ancona, 20 febbraio 2000)
- 110 m ostacoli: 16"52 ( Modena, 3 giugno 2000)
- Staffetta 4×400 m: 3'17"44 ( Andorra la Vella, 25 maggio 1991)

## Palmarès
| Anno | Manifestazione  | Sede        | Evento      | Risultato | Prestazione | Note |
| ---- | --------------- | ----------- | ----------- | --------- | ----------- | ---- |
| 1984 | Giochi olimpici | Los Angeles | 800 m piani | Batteria  | 1'57"09     |      |
| 1987 | Europei indoor  | Liévin      | 400 m piani | Batteria  | 49"14       |      |
| 1987 | Mondiali        | Roma        | 800 m piani | Batteria  | 1'53"41     |      |
| 1988 | Europei indoor  | Budapest    | 400 m piani | Batteria  | 49"14       |      |
| 1988 | Giochi olimpici | Seul        | 800 m piani | Batteria  | 1'52"35     |      |
| 1992 | Giochi olimpici | Barcellona  | 4×100 m     | Batteria  | 42"08       |      |
| 1996 | Giochi olimpici | Atlanta     | 800 m piani | Batteria  | 1'56"08     |      |
| 1997 | Mondiali        | Atene       | 800 m piani | Batteria  | 1'55"89     |      |